# Eugénie Niboyet
Eugénie Niboyet (11 de septiembre de 1796-6 de enero de 1883) fue una escritora y periodista francesa, defensora de los derechos de la mujer y figura del feminismo.

## Biografía
Eugénie Niboyet (nombre de soltera Eugénie Mouchon) nació el 11 de septiembre de 1797 en Montpellier, Francia y murió el 6 de enero de 1883 en París. Su padre, Georges-Louis Mouchon (1764-1842), era originario de Ginebra, famarcéutico en Montpellier y Lyon, y su madre fue Marguerite Gal-Ladeveze (1767-). Es la nieta de Pierre Mouchon (1733-1797), pastor protestante genovés, autor de una tabla analítica de l’Encyclopédie de Diderot et d’Alembert.
Consagró su vida a la escritura con el objetivo de hacer notar los derechos de la mujer y como un medio para su lucha por la igualdad con el hombre. Eugénie proporcionó elementos autobiográficos en la última parte de su obra Le Vrai Livre des femmes “provengo de una familia de letrados, de origen genovés” escribió. Su padre, al que presenta como originario de Francia por haber sido “educado en la facultad de medicina de Montpellier”, ejerció la profesión de boticario, a partir de 1783.
Eugénie en su escrito, destaca la importancia del origen genovés en la apertura de su padre Georges a las ideas salidas de la Revolución, pero también su moderación, su “rechazo a los excesos”, lo que le permitió refugiarse en las Cevenas para escapar de la horca. Él tuvo problemas profesionales durante el cambio de régimen, y ordenó hacer válidos sus diplomas de farmacéutico, lo que lo llevó a dejar la ciudad junto con su familia, para ir a Lyon, donde volvió a ejercer como farmacéutico. Desposó a Marguerite Gal-Ladeveze, a quien Eugénie presenta como la “hija de un pastor de Gard”.
Georges Louis Mouchon educó a sus tres hijos con “el respeto y el amor” de Bonaparte. Louis, ayudante del general Teste, murió en 1812, en la Batalla de Borodinó. Durante la Restauración Borbónica, la familia vivió en Lyon y Eugénie quedó marcada por el arresto de una parte de su familia y por sus visitas a la prisión. Eso no le impidió afirmar que “en ese tiempo mi religión era el Imperio, mi ídolo Napoleón primero”.
Eugénie tenía 3 hermanas: Sophie, Elisa y Alexandrine (llamada Aline). Su hermana Alexandrine desposó a François Juif, abogado y fourierista, primo de Julie Vigoreux y de su esposo Víctor Considerant.
Eugénie se casó a los 26 años con Paul-Louis Niboyet, el 8 de octubre de 1822, abogado hijo de Jean Niboyet, nombrado noble en 1810 por Napoleón I. En su autobiografía Eugénie hace hincapié en la unión de su familia con Napoleón, misma que menciona como una de las razones de la selección de su esposo. “Como hija del Imperio no podía desposar más que a un imperialista”. Se acentaron en Mâcon, donde Paul-Louis ejercía la profesión de abogado. Su único hijo, Jean Alexandre Paulin Niboyet (1825-1906), escribía bajo el seudónimo de Fortunio Niboyet.

### Inicio de la mujer de letras
Llegó a París el 4 de noviembre de 1829 y comenzó a ganarse la vida con la escritura. Ya se había dado a conocer en la provincia, sobre todo por obras marcadas por una sabia filosofía y una filantropía liberal y los editores estaban dispuestos a publicar sus obras tan útiles como interesantes.
En 1830, participó en el concurso de la Société de la morale chrétienne, con el tema Des aveugles et de leur éducation, su escrito fue notable y compartió el premio con Pierre-Armand Dufau.
Luego participó con el tema de la abolición de la pena de muerte, en un concurso abierto por la Sociedad de moral cristiana donde ganó nuevamente. Estos premios le trajeron grandes recompensas, elogios a su forma de escribir y gran notoriedad.
En 1837, escribió dos obras: Le Protecteur, un vodevil de 1 acto, que fue interpretado el 10 de mayo de 1937 en el Théâtre de Vaudeville, y La Justice au village, una comedia representada en el Théâtre de M. Comte el 23 de diciembre del mismo año. En 1840, escribió una obra dramática para niños L’Atelier de David ou les Jeunes peintres, vodevil de 1 acto, coescrita con Mélania Dumont.

### Trayectoria
Se unió después a la Société de la morale chrétienne, implicándose en numerosos temas sociales, especialmente en la reforma de las prisiones, actividad que le permitió encontrarse con la activista inglesa Elizabeth Fry, al igual que le permitió la mejora de la educación y la lucha a favor de la abolición de la esclavitud en las colonias francesas.
En 1830, la Société de la moral echrétienne, compartía sus salas de conferencias con los Sansimonianos. Eugénie asistió a los sermones de los sansimonianos y, conquistada por sus ideas, se unió al movimiento junto con su esposo y su hijo a quienes convenció. El 29 de julio de 1830, Prosper Enfantin nombró a cuatro mujeres miembros del colegio :Aglaé Saint-Hilaire, CarolineSimon, MmeCollars y EugénieNiboyet, a quienes les encomendó predicar ante los obreros así como brindar ayuda y educación.
El conflicto entre los dos padres, Saint-Amand Bazard y Prosper Enfantin, y la voluntad de este último de cambiar radicalmente las reglas de moral sexual, estableciendo la comunidad de las mujeres, la escisión de Bazard y la orientación radicalmente religiosa dada por Enfantin provocaron numerosas salidas y Eugénie se alejó de un movimiento de cuyas ideas sobre la economía no reniega.
Eugénie formó parte de un grupo de mujeres que participaron en el primer título escrito íntegramente por mujeres. La Femme Libre, creada por Marie-Reine Guindorf y Désirée Véret.
Como las dos fundadoras y algunas participantes en las primeras entregas de La Femme Libre, se acercó al movimiento de Charles Fourier que presentaba el trato a las mujeres como la medida más real del progreso social. Así encontró a Flora Tristan.
Eugénie Niboyet pensaba que se esforzaba demasiado para dar a conocer sus ideas en un tiempo en el que reinaba el machismo. Deseaba hablar demasiado pronto un lenguaje que sería comprendido mucho más tarde, luchar por un sexo que se conformaba con su presente más que imponer su porvenir, que se preocupaba de sus anhelos más que de sus derechos. La defensora se mostró más determinada a cambiar el mundo y siguió desarrollando su propaganda, invistió su alma noble al cumplimiento del progreso social para el avance intelectual de la mujer, y fundó en 1833 El consejo de la mujer en Lyon, cuya meta era formar esposas y madres capaces de educar a sus niños.
Después participó en la creación en 1834 de L’Athénée des femmes, donde las mujeres recibían una enseñanza superior. Por consiguiente, obtuvieron algunos favores del gobierno como tener acceso a la biblioteca.. Fue redactora en jefe del semanal La Paix des deux mondes, écho des sociétés de la país, du commerce, de l’industrie, des sciences, de la littérature et des arts del 15 de febrero al 17 de octubre de 1844 y después de la revolución de febrero fundó el boletín« la voix des femmes » donde reclamaba igualdad de derechos para las mujeres.
En julio de 1836, regresó a París y fundó La Gazette des Femmes con la ayuda de algunos amigos como Charles-Fréderic Herbinot de Mauchamps. Una especie de club que reunía a los redactores y suscriptores para apoyar y gestionar el periódico así como para debatir, principalmente sobre la lucha por el ejercicio de los derechos políticos y cívicos de las mujeres. Eugénie reunió a varias mujeres durante estas reuniones semanales. Entre ellas se encuentran Flora Tristan, Hortense Allart, Anaïs Ségalas entre otras feministas.
El 7 de julio de 1936 obtuvo una patente de 10 años por una tinta indeleble.

### Defensora feminista y política
La revolución de 1848 generó una nueva esperanza, especialmente el levantamiento de restricción de reuniones que permitió el desarrollo de grupos que defendían los derechos de la mujer.
En marzo de 1848, Eugénie Niboyet fundó y dirigió un periódico que sólo trataba temas de la mujer y sus derechos. La Voix des Femmes, subtitulado “Periódico socialista y político, órgano de interés para todas las mujeres”, fue el primer diario francés feminista. Bajo el modelo del club de La Gazette des Femmes, La Voix des Femmes obtuvo pronto un club político en el que participarían numerosas feministas implicadas en las pequeñas ediciones precedentes, como Jeanne Deroin, Désirée Gay, Suzanne Voilquin, Elisa Lemonnier y Anaïs Ségalas, pero también a autoras populares: Gabrielle Soumet, Amélie Prai, Adèle Esquiros. Este movimiento ya no era sólo para las mujeres, algunos hombres también contribuyeron, como Jean Macé o Paulin Niboyet, su hijo.
El club defendía una larga lista de reformas favorables para las mujeres, tanto en el ámbito doméstico como en el de la política. La extensión del derecho al voto a todos los hombres provocó una iniciativa rotunda, el 6 de abril: La Voix des Femmes propuso la candidatura de George Sand a la Asamblea constituyente. Sand desautorizó esta iniciativa y juzgó duramente a esas mujeres que ella afirmaba no conocer. Esto se tornó contra las promotoras de esta iniciativa y el gobierno decidió poner fin de los clubes de mujeres. El 20 de junio, Eugénie Niboyet, desalentada y herida, cesa la publicación de La Voix des Femmes, y las feministas se dispersan para evitar una represión.

### Fin de su vida
Eugénie Niboyet se retiró de la vida pública y se exilió en Ginebra, donde vivió con dificultades haciendo traducciones de obras de Charles Dickens y libros para niños editadas por Lydia María y María Edgeworth, la indemnización literaria que se le atribuyó en 1839, le fue cancelada y nunca se la retribuyeron.
No obstante, retomó la escritura tras la Comuna de París para apoyar las peticiones de indulto de los condenados a pena de muerte.
En 1860, Eugénie Niboyet regresó a Francia y publicó en 1863 Le Vrai Livre des femmes. Sus cartas a Léon Richer, director de la revista Le Droit des femmes, demuestran que seguía interesada en el movimiento feminista.
En 1864, publicó el Journal pourtoutes con el fin de mejorar la educación y el destino de las mujeres.
Murió en París el 6 de enero de 1883 a la edad de 85 años.

## Obras
-De la nécessité d'abolir la peine de mort, Paris, Louis Babeuf, 1836
-Dieu manifeste par les œuvres de la création. París, Didier, 1842.
-Lucien, Paris, Langlois et Leclercq, 1845, 1 vol.
- Les Borotin ; La chanoinesse ; Une seconde Borgia. París, E. Dentu, 1879
- Des aveugles et de leur éducation, Paris, P.-H. Krabbe,1837